# Kumamon

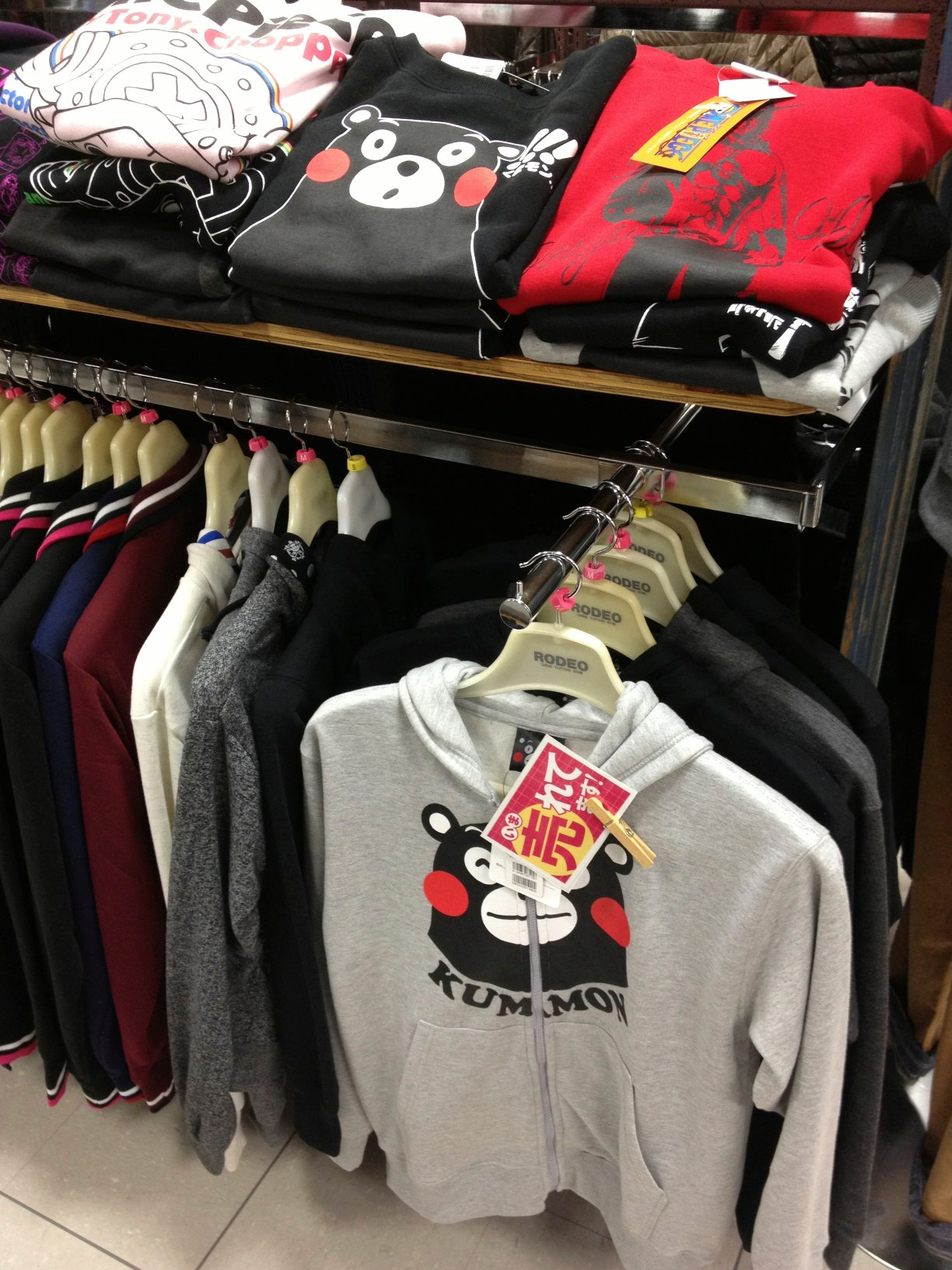
Vêtements à l’effigie de Kumamon

Kumamon (くまモン) est une mascotte ou yuru-chara de la préfecture de Kumamoto, au Japon. C'est une des mascottes les plus connues au Japon.

## Description
Kumamon est une mascotte créée par le gouvernement de la préfecture de Kumamoto, au Japon, en 2010, pour une campagne publicitaire dans l'objectif d'attirer des touristes dans la région après l’ouverture de la ligne Kyushu-Shinkansen. Elle a été créée par l'écrivain et scénariste Kundō Koyama (en) avec le designer Manabu Mizuno.
Contrairement à la plupart des mascottes locales qui restent dans leur région d’origine, Kumamon a ainsi rapidement effectué des apparitions à Osaka et dans d'autres villes de la région du Kansai. De plus, l'utilisation de son image se fait sous licence, mais aucuns frais ne sont facturés, les produits dérivés se sont multipliés et diffusés dans tout le pays.

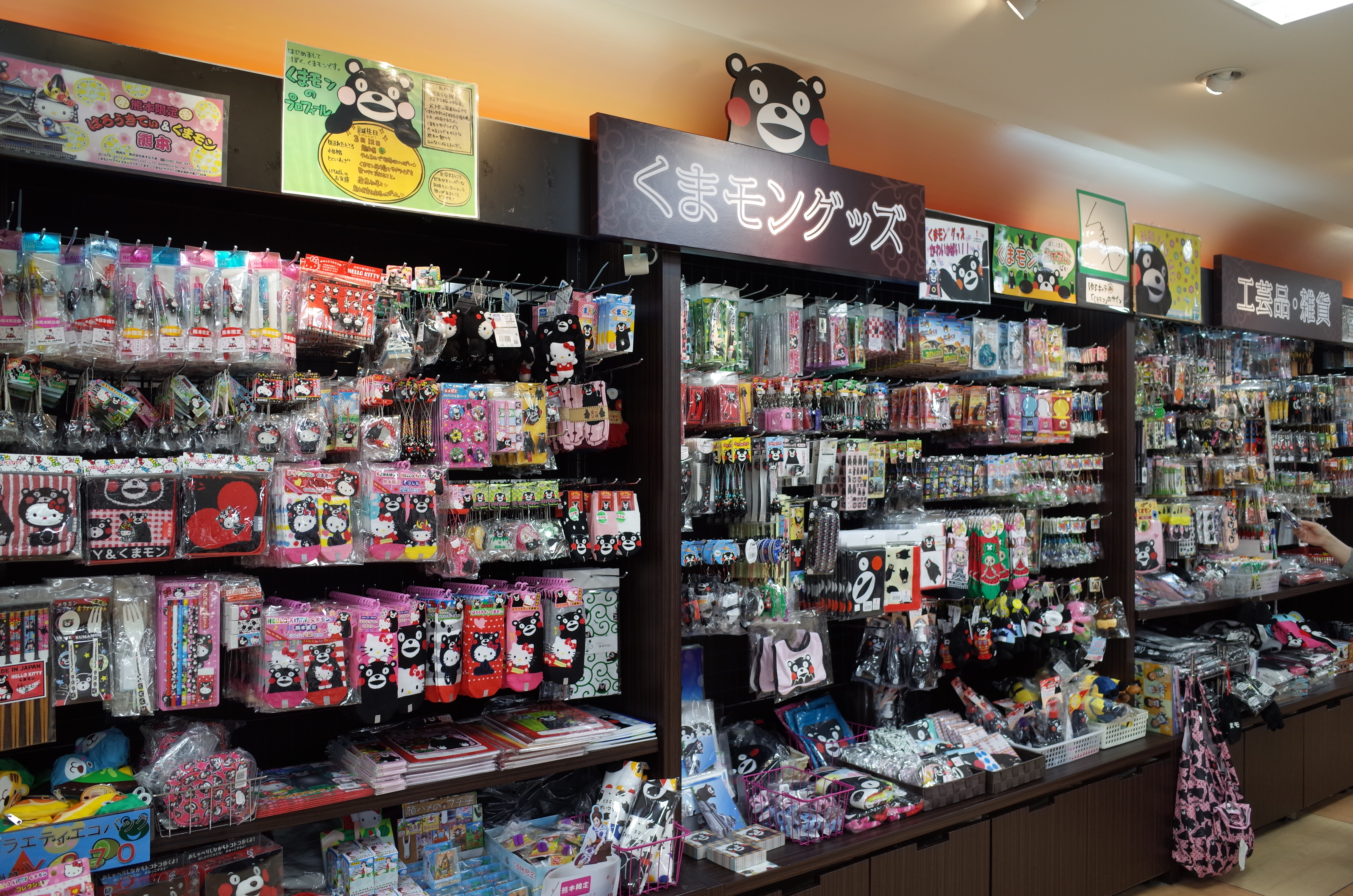
Produits dérivés Kumamon

Kumamon est devenu populaire au niveau national et, à la fin de 2011, a été élu meilleur yuru-chara du pays à l'occasion d'un sondage national, recueillant à cette occasion plus de 280 000 votes,. Après son succès au concours, Kumamoto a engendré 11,8 milliards de yens de revenus de merchandising pour la première moitié de 2012,. En dix ans, les ventes de produits dérivés ont engendré 989 milliards de yens (7,6 milliards d'euros).
La mascotte Kumamon jouit ensuite d'une popularité internationale. Elle a visité plus de vingt pays et territoires dans le monde.